# Homilie
Der Begriff Homilie [ˌhomiˈliː] (lateinisch homilia; von griechisch ὁμιλεῖν homilein „vertraut miteinander umgehen, vertraut miteinander reden“) bedeutet so viel wie „Gespräch, Rede, Unterricht“.
Oft werden die Begriffe Homilie und Predigt synonym verwandt. Homilie und Predigt haben jedoch unterschiedliche Absichten und Zielgruppen. Während eine Predigt die Großtaten Gottes preist (lateinisch praedicare „preisen“) und Menschen für den Glauben begeistern und Nichtgläubige für den Glauben gewinnen will, hat die Homilie einen mystagogischen und unterweisenden Charakter für Gläubige.
Die Homiletik als Wissenschaft beschäftigt sich mit der Lehre von der Homilie bzw. Predigt. Als Homiliar(ium) oder Panegyrikon wird eine Sammlung bibelerklärender Predigten bezeichnet.

## Römisch-katholische Kirche
In der römisch-katholischen Kirche bezeichnet Homilie die Predigt innerhalb der Heiligen Messe, in der die vorgetragenen biblischen Lesungen ausgelegt werden. Nach geltendem Kirchenrecht unterscheidet sie sich von jener Predigtform, die außerhalb der Messfeier gehalten wird und für die „nach Maßgabe der Vorschriften der Bischofskonferenz Laien zugelassen werden, wenn das unter bestimmten Umständen notwendig oder in Einzelfällen als nützlich angeraten ist.“ An Sonntagen und gebotenen Feiertagen ist die Homilie in allen Messen, die mit Beteiligung des Volkes gefeiert werden, verbindlicher Bestandteil der Liturgie; sie darf nur aus schwerwiegendem Grund entfallen. An anderen Tagen wird sie empfohlen.
Bekannt sind etwa die Evangelienhomilien (Homiliae in Evangelia) des Papstes Gregor.
Wegen der engen Verknüpfung der Homilie mit dem Weihesakrament und den daraus resultierenden Ämtern des Lehrens und Heiligens ist sie ausschließlich dem Bischof, Priester oder Diakon vorbehalten. Demgemäß ist die Homilie ein Wesensbestandteil des kirchlichen Lehramtes (Munus docendi) und primär Aufgabe des Bischofs. Dies wird auch in der Liturgie deutlich, wenn er bei der Homilie die Mitra mit den zwei Vittae trägt. Diese weisen symbolisch auf die Vollmacht hin, das Alte und das Neue Testament getreu der Überlieferung auslegen zu können.
Seit dem Jahr 2000 ignorieren Teilgemeinden der deutschen Bistümer verstärkt die kirchenrechtliche Regelung. Im September 2020 hielten erstmals im Bistum Osnabrück auch Frauen Homilien in der Heiligen Messe. Dies geschah mit Unterstützung des Diözesanbischofs Franz-Josef Bode, der in diesem Kontext für eine subjektive Neuinterpretation des katholischen Kirchenrechts plädierte.

## Evangelische Kirchen
In den evangelischen Kirchen versteht man unter einer Homilie eine den biblischen Text nacherzählende Predigt. Rudolf Bohren bezeichnet in seiner Predigtlehre die Homilie als die bevorzugte Gestalt der Schriftpredigt, im Unterschied zur Themapredigt.